# Галицкое Евангелие
Галицкое Евангелие — рукописное Евангелие 1144 года, древнейшая из точно датированных славянских рукописей Евангелия-тетр (четвероевангелия). Находится в собрании Государственного исторического музея.

## История книги
Рукопись была создана в Галицко-Волынском княжестве. В начале XIV века, после дополнения рукописи (см. ниже) Галицкое Евангелие было вложено неким Яковом в некий храм. Запись об этом сохранилась на л. 111 об, но начало её утрачено и название храма остаётся неустановленным.
В 1576 году рукопись находилась в Успенском кафедральном соборе Крылоса (древний город Галич, в настоящее время село в Ивано-Франковской области Украины) о чём свидетельствует оставленная на нём подпись епископа Гедеона (Балабана).
В 1679 году запись на листе 228 оставил Сучавский митрополит Досифей, что свидетельствует о нахождении Галицкого Евангелия в Молдавии.
Митрополит собирался вернуть Галицкое Евангелие обратно в Крылос, но в неустановленное время рукопись попала в Москву к справщику Печатного двора иеромонаху Тимофею и в 1699 году после его смерти поступила в библиотеку Московского Печатного двора.
В 1786 году Галицкое Евангелие по императорскому указу вместе с другими древними книгами печатного двора было передано в Московскую Синодальную библиотеку.
В 1920 году рукопись поступила в отдел рукописей Государственного исторического музея, где хранится по настоящее время.
Научное издание Галицкого Евангелия было выполнено епископом Амфилохием (Сергиевским-Казанцевым). Он подготовил и издал в 1882—1883 годы трёхтомное сочинение: «Четвероевангелие Галичское 1144 г., сличенное с древнеславянскими рукописными Евангелиями XI—XVII вв. и печатными: Острожским 1576 г. и Киевским 1788 г. с греческим евангельским текстом 835 г., сличенным с греческими четвероевангелиями X и X—XI вв. графа Орлова-Давыдова и с разночтениями, выбранными Преосвященным Порфирием из Евангелий Публичной Библиотеки в С.-Петербурге и печатными 1757 г. изданиями Рейнекция и 1854 г. издания Тишендорфа».

## Описание

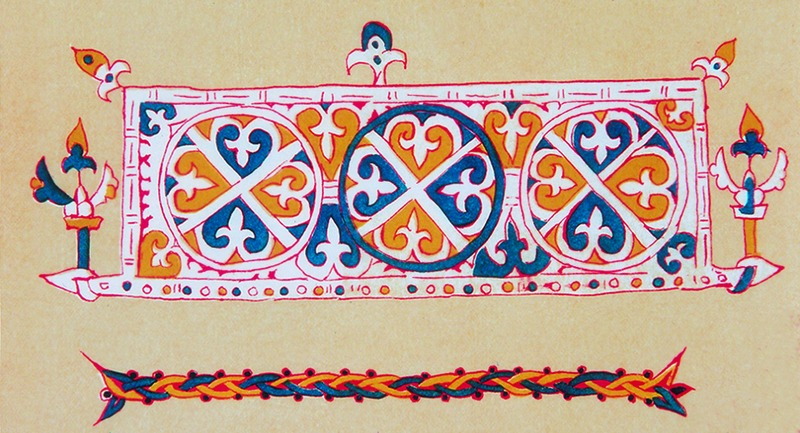
Заставка перед месяцесловом

Рукопись написана пергамене и состоит из 260 листов (размер 23 х 16 см). Рукопись состоит из двух частей:
- евангельский текст (л. 1-228). Написана безымянным писцом и согласно записи об окончании работы была написана за 50 дней — с 1 октября по 9 ноября 1144 года. Почерк писца каллиграфический, близок к почерку писца Христинопольского (Городисского) толкового Апостола (середина XII века), но не тождественен ему. Рукопись украшают 4 инициала старовизантийского стиля в начале каждой из четырёх евангельских книг.
- синаксарь и месяцеслов (л. 229—260). Написаны в конце XIII — начале XIV веков, возможно взамен утерянной части оригинальной рукописи. Эта часть украшена двумя заставками, почерк близок к другим галицко-волынским рукописям того периода. Месяцеслов точно повторяет месяцеслов болгарского Тырновского Евангелия 1273 года и включает дни памяти русских святых и праздники русского происхождения.

Первоначальный переплёт рукописи утрачен. Имеющийся относится к XVIII веку.